# Somoskőújfalu
Somoskőújfalu är en ort i Ungern.   Den ligger i provinsen Nógrád, i den norra delen av landet, 90 km nordost om huvudstaden Budapest. Somoskőújfalu ligger 310 meter över havet och antalet invånare är 2 296.
Terrängen runt Somoskőújfalu är lite kuperad. Runt Somoskőújfalu är det tätbefolkat, med 397 invånare per kvadratkilometer. Närmaste större samhälle är Salgótarján, 7,4 km söder om Somoskőújfalu. I omgivningarna runt Somoskőújfalu växer i huvudsak lövfällande lövskog.